# 勇者たちの戦場
『勇者たちの戦場』（ゆうしゃたちのせんじょう、Home of the Brave）は2006年のアメリカ合衆国の戦争映画。
イラク戦争から帰還したアメリカ兵たちの、PTSDに苦悩する姿を描いた戦争ドラマ。

## 製作
監督は、『海辺の家』、『五線譜のラブレター』のアーウィン・ウィンクラーが行った。
撮影はワシントンとモロッコで行われた。
2007年のゴールデングローブ賞のベストオリジナルソング部門にノミネートされた。

## ストーリー
イラク戦争の最前線で、陸軍部隊のトミー、ジョーダン、ジャマール、ヴァネッサ、軍医のウィルたちは、帰郷を目前に控えていた。
ところが最後の任務で医療支援と人道物資供給を行う際、目的地の町で待ち伏せていた武装勢力の急襲を受け、複数の死傷者が出るという最悪の結果に至る。
ジャマールは建物捜索中に、突然廊下へ出てきた民間人の女性をとっさに撃ってしまい、その後裏庭で転倒して背中を強打する。トミーも片脚を撃たれ、単独で先行したジョーダンは敵弾を受け、駆け付けたトミーの腕の中で息を引き取った。ヴァネッサが運転するトラックも仕掛け爆弾攻撃を受けて助手席の同乗者が死に、彼女自身も右手首を失う。そしてヴァネッサたちを救護したウィルは、根拠地が迫撃砲攻撃を受けた際にも多数の死傷者に直面し、さらにある兵士から拳銃を突きつけられ、戦友を今すぐ救うように詰め寄られる。
故郷へ戻った彼らは民間の生活に戻るが、PTSD（心的外傷後ストレス障害）や疎外感に悩まされる日々を送り始める。
トミーは元の職場に戻ろうとするが、従軍中に別の者が雇われていたために復職を果たせなかった。彼は夜半に当ても無くドライブするようになり、定職に就こうとしないことで両親と衝突するようになる。シングルマザーのヴァネッサは高校の体育教師として復帰するが、慣れない義手生活に苛立って周囲に当たるようになり、恋人にも一方的に別れを告げてしまう。ジャマールは背中の傷がなかなか公傷として認められず、恋人にも振られたことで情緒不安定になり、帰還兵向けカウンセリングの場で暴言を吐き、同じく参加していたトミーとも衝突する。ウィルは外科手術の執刀中に気分が悪くなり、不眠に悩まされる。また戦争の意義に疑問を抱く長男との仲が険悪になり、酒に浸るようになる。
その後、ジャマールは恋人が働くカフェに押し掛け、拳銃を手に立てこもった。交渉人として指名されたトミーはジャマールが抱く葛藤を聞き届け、一緒に立ち直ろうと説得する。ジャマールは説得を受け入れたが、拳銃を持ったままで不用意に立ち上がり、屋外の警察から狙撃されて死んでしまう。
感謝祭のホームパーティーの席で、この日も酔っていたウィルは長男のピアスに難癖を付けてむしり取り、我に返って自室で拳銃を手にするも、妻から自殺を止められる。そしてこれまで避けてきたカウンセリングを受け始め、戦地では死者に対して何も感じなくなったと心情を吐露する。ヴァネッサは同じ高校の同僚教師から、彼女が抱える様々な事情を納得した上で告白を受けて親密な間柄となり、元の心情を取り戻し始める。
後日、高校のサッカーの試合の場で、ウィル一家とヴァネッサ、そして彼女の新しいボーイフレンドが一堂に会する。ウィルの長男はヴァネッサと握手を交わし、それが義手であることを知る。
そしてトミーは仲間を救いたいという目的意識を抱いて再び入隊して、外地へ向かう。

## キャスト
※括弧内は日本語吹替
- ウィル・マーシュ - サミュエル・L・ジャクソン（池田勝）
- ヴァネッサ・プライス - ジェシカ・ビール（本田貴子）
- トミー・イェーツ - ブライアン・プレスリー（津田健次郎）
- ジャマール・アイケン - カーティス・ジャクソン（江川央生）
- サラ - クリスティーナ・リッチ（雨谷和砂）
- ジョーダン・オーウェンズ - チャド・マイケル・マーレイ
- ペネロープ・マーシュ - ヴィクトリア・ローウェル（野沢由香里）
- ビリー・マーシュ - サム・ジョーンズ3世（高橋研二）
- ケアリー・ウィルキンス - ジェフリー・ノードリング（志村知幸）
- ハンク・イェーツ - ヴィト・ルギニス（楠見尚己）
- レイ - ジェームズ・マクドナルド
- グレース・オーウェンズ - ジョイス・M・キャメロン
- ペンディラ - ブレンダン・ウェイン